# Coturnix novaezelandiae
La codorniz de Nueva Zelanda o koreke (en lengua maorí) (Coturnix novaezelandiae) es una especie de ave galliforme de la familia Phasianidae que se extinguió hacia 1870. Macho y hembra eran similares en aspecto, si bien la hembra era algo menor. El primer científico que la describió fue Joseph Banks, que visitó las islas en el primer viaje de James Cook. El primer espécimen fue capturado en 1827 para la ciencia occidental por Jean René Constant Quoy y Joseph Paul Gaimard durante la expedición de Jules Dumont D'Urville a Nueva Zelanda y otras tierras del Pacífico.
Se cree que abundaba hacia 1865; los últimos ejemplares fueron cazados en 1867 y 1868. La extinción fue obra de animales introducidos por los británicos: ratas, cerdos, etc., así como la caza de los colonos. Poco se sabe de sus hábitos. Era un ave muy similar a la codorniz de Australia (Coturnix pectoralis). No tenía  subespecies.